# Список умерших в 830 году

## Дата смерти неизвестна или требует уточнения
- Аль-Ахфаш аль-Аусат, арабский грамматист, знаток арабского языка и литературы.
- Гластиан, святой, епископ Файфа.
- Кавус ибн Харахурух, афшин княжества Уструшана (802—830).
- Кинич-Тобиль-Йопаат, правитель царства Канту цивилизации майя.
- Константин, сын византийского императора Феофила и его соправитель.
- Муаммар ибн Аббад, учёный-схоласт, глава «сторонников идей» (асхаб аль-маани), один из ведущих мутазилитских богословов из Басры.
- Сигеред, король Эссекса (798—812).
- Феодор Абу Курра, христианский писатель и богослов, писавший на арабском языке, епископ города Харран.
- Яхья ибн Абу Мансур, астроном Арабского халифата, работал в Багдаде.